# Bulbistridulous
Bulbistridulous is een geslacht van rechtvleugeligen uit de familie sabelsprinkhanen (Tettigoniidae). De wetenschappelijke naam van dit geslacht is voor het eerst geldig gepubliceerd in 1991 door Xia & Liu.

## Soorten
Het geslacht Bulbistridulous omvat de volgende soorten:
- Bulbistridulous dentatus Chang & Zheng, 1997
- Bulbistridulous furcatus Xia & Liu, 1991
- Bulbistridulous simplicis Xia & Liu, 1991